# Chesias pallida
Chesias pallida là một loài bướm đêm trong họ Geometridae.